# All-Ireland Senior Football Championship 1891
L'All-Ireland Senior Football Championship 1891 fu l'edizione numero 5 del principale torneo di calcio gaelico irlandese. Dublino batté in finale Cork ottenendo il primo trionfo.

## Struttura
Dal 1887 al 1891 i campioni dei propri club rappresentavano l'intera contea. Non ci furono partecipanti del Connacht, si svolse una semifinale tra i vincitori dell'Ulster Senior Football Championship e del Leinster Senior Football Championship. La vincente avrebbe sfidato in finale i campioni del Munster Senior Football Championship. La finale si svolse l'anno dopo i tornei provinciali e la semifinale.
| Contea    | Club           |
| --------- | -------------- |
| Armagh    |                |
| Cavan     | Cavan Slashers |
| Cork      | Clondrohid     |
| Dublin    | Young Irelands |
| Kildare   |                |
| Waterford |                |

### Semifinale
| Drumcondra 1891 | Dublino | 3-07 – 0-03 | Cavan | Clonturk Park |

### Finale
| Drumcondra 28 febbraio 1892 | Dublino | 2-01 – 1-01 | Cork | Clonturk Park (2000 spett.) |